# Маскарад (фільм, 1990)
«Маскарад» — радянський двосерійний телефільм 1990 року, знятий режисером Інесою Мамишевою на студії «Лентелефільм».

## Сюжет
Телевистава за однойменною драмою М. Ю. Лермонтова.

## У ролях
- Віктор Авілов — Арбенін
- Марина Зудіна — Ніна
- Алла Муріна — баронеса Штраль
- Юрій Лазарев — Казарін
- Георгій Траугот — князь Звездич
- Сергій Кузнецов — Шприх
- Валерій Майоров — невідомий
- Олена Ложкіна — епізод
- Тетяна Болдіна-Смирнова — епізод
- Марія Кедрова — епізод
- Олексій Ареф'єв — епізод
- О. Ахметгалєєв — епізод
- Анатолій Горін — епізод
- Євген Злобін — епізод
- Андрій Краско — епізод
- Роман Литвинов — епізод
- Анатолій Насібулін — епізод
- Володимир Таренков — епізод
- А. Філіппов — епізод
- В. Чорнозьомов — епізод
- Анатолій Шведерський — епізод

## Знімальна група
- Режисер — Інеса Мамишева
- Оператор — Віктор Бочаров
- Художники — Наталія Плотникова, Юрій Павуков